# Lignocarpa carnosula
Lignocarpa carnosula är en flockblommig växtart som först beskrevs av Joseph Dalton Hooker, och fick sitt nu gällande namn av J.W.Dawson. Lignocarpa carnosula ingår i släktet Lignocarpa och familjen flockblommiga växter. Inga underarter finns listade i Catalogue of Life.